# Ochotona thomasi
A Pika-de-Thomas (Ochotona thomasi) é um lagomorfo endêmico da China.